# Gemeinschaftsreduktion
Der Begriff Gemeinschaftsreduktion (GR) bzw. englisch Joint Implementation (JI) bezeichnet einen der im Kyoto-Protokoll vorgesehenen flexiblen Mechanismen zur Reduktion von Schadstoffemissionen.
Ist ein Staat im Annex B des Kyoto-Protokolls aufgeführt, so kann er durch Umsetzung emissionsmindernder Maßnahmen in einem anderen Annex-B-Staat zusätzliche Emissionsrechte für seine heimischen Schadstoffproduzenten erwerben.
Die eintretende Emissionsminderung aufgrund eines solchen Auslandsengagements wird allein dem Investorland gutgeschrieben. Grundidee hierbei ist, dass es zweitrangig ist, wo eine Emission abgebaut wird. Entscheidend ist nur, dass sie abgebaut wird.
Die Joint Implementation ermöglicht also einen Transfer von Reduktionszertifikaten (emission reduction units, ERU) von einem Annex-B-Staat auf einen anderen. Die Gesamtmenge der allen Annex-B-Staaten zustehenden Emissionen wird durch die Joint Implementation nicht erhöht.
Oftmals entsteht durch die Joint Implementation eine Win-Win-Situation. Das Investorland erhält das Recht, zusätzliche Emissionen tätigen zu dürfen. Aufgrund steigender Grenzkosten im Bereich der Schadstoffreduktion ist eine Investition in emissionsmindernde Maßnahmen im Gastland hierbei oft günstiger als eine Reduktion der Emissionen im eigenen Land.
Das Gastland hingegen verdient am Verkauf der Emissionsrechte und profitiert zudem vom Technologietransfer aus dem Investorland.
Investiert ein im Annex B aufgeführtes Land in emissionssenkende Maßnahme in einem Land, welches nicht in diesem Annex aufgeführt ist, werden ihm zusätzliche Emissionsrechte nach dem Clean Development Mechanism zugeteilt.